# 맬컴 매클레인

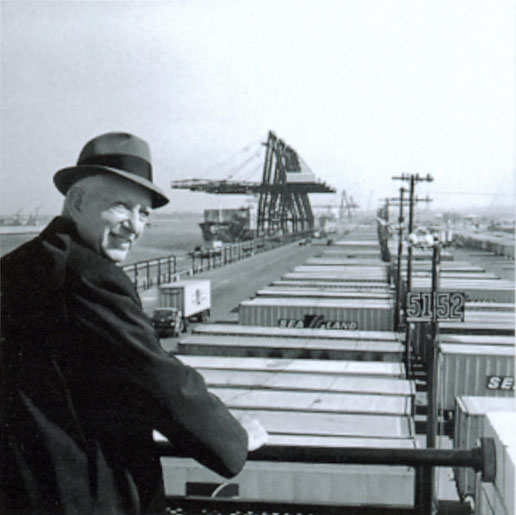

맬컴 매클레인(Malcom McLean, 1913년 11월 14일 ~ 2001년 5월 25일)은 미국의 운송사업가이다. 컨테이너의 보급확대에 큰 기여를 했으며, 컨테이너리제이션의 아버지로 불린다. 1956년 금속 컨테이너를 개발하여 운송업에 혁신을 일으켰다.

## 관련 서적
- 더 박스(The BOX), 마크 레빈슨, 2006